# Itapipoca
Itapipoca är en stad och kommun i nordöstra Brasilien och ligger i delstaten Ceará. Folkmängden i kommunen uppgick år 2014 till cirka 124 000 invånare, varav ungefär hälften bor i själva centralorten.

## Administrativ indelning
Kommunen var år 2010 indelad i tolv distrikt:
- Arapari
- Assunção
- Baleia
- Barrento
- Bela Vista
- Calugi
- Cruxati
- Deserto
- Ipu Mazagão
- Itapipoca
- Lagoa das Mercês
- Marinheiros

Centralorten Itapipoca är belägen i den södra delarna av kommunen. Baleia omfattar kommunens norra kustområde, mot Atlanten.